# Antoni Michalak
Antoni Michalak (ur. 17 maja 1902 w Kozłowie Szlacheckim, zm. w czerwcu 1975 w Kazimierzu Dolnym) – malarz, portrecista i rysownik; członek „Bractwa św. Łukasza”.

## Życiorys
Naukę rozpoczął w gimnazjum w Warszawie. Na skutek niezwykłych wydarzeń na początku I wojny światowej znalazł się w sierocińcu Odessie. Tam w latach 1915–1918 uczył się rysunku. Jego mecenaskami były rosyjskie księżne – Dołgorukowa i Szczerbatowa. Po powrocie do Polski kontynuował naukę u Jana Kauzika i Miłosza Kotarbińskiego w warszawskiej Szkole Rysunkowej. W okresie 1919–1925 kształcił się w Szkole Sztuk Pięknych (SSP) pod kierunkiem Miłosza Kotarbińskiego, Konrada Krzyżanowskiego i Tadeusza Pruszkowskiego. Od 1920 do 1922 miał jednak przerwę w studiach, wstąpiwszy bowiem ochotniczo do Wojska Polskiego, walczył w wojnie polsko-bolszewickiej.
W 1925 był współzałożycielem artystycznego Bractwa św. Łukasza. W tym samym roku ukończył SSP i wyjechał do Paryża na roczne stypendium, które otrzymał w dowód uznania za pracę dyplomową Bajka o szczęśliwym człowieku. W 1926 zwiedzał Włochy i Austrię. W 1928 osiadł w Kazimierzu Dolnym. W 1933 przeniósł się do Lwowa, gdzie uczył w Państwowej Szkole Technicznej i był profesorem Instytutu Sztuk Plastycznych. 3 lipca 1929 wprowadził się do swojego nowo zbudowanego domu w Kazimierzu Dolnym przy ul. Zamkowej, zaprojektowanego przez Jerzego Sienickiego, architekta lubelskiego. 
Po wojnie pracował przy konserwacji zabytków Wrocławia. W latach 1948–1969 był profesorem rysunku, malarstwa i technik plastycznych KUL.

### Małżeństwo i rodzina
16 sierpnia 1941 poślubił Marię z d. Chylewską. Ceremonia odbyła się w kościele parafialnym pw. Matki Bożej Królowej Polski w Dratowie. Był ojcem Janusza – malarza i Tadeusza – architekta, oraz dziadkiem Jana Seweryna – malarza.

## Twórczość
Uprawiał malarstwo religijne, portretowe oraz ścienne. Brał udział w wystawach krajowych oraz zagranicznych - we Francji, Holandii, Niemczech, USA i Wielkiej Brytanii. Wykonał w 1933 roku wspólnie z Janem Henrykiem Rosenem projekt dekoracji freskowej kaplicy w letniej rezydencji papieży w Castel Gandolfo. Był  twórcą witraża w katedrze warszawskiej i plafonu w sklepie Wedla wraz z Jeremim Kubickim. Zaprojektował także polichromie katedry chełmskiej - wspólnie z Stanisławem Teisseyrem i neogotyckiego kościoła Matki Boskiej Królowej Polski w Dratowie na Lubelszczyźnie.
W 2025 roku w Muzeum Archidiecezji Warszawskiej otwarto wystawę jego prac zatytułowaną „Wiele opowieści”.

### Malarstwo
- Portret dr Kazimierza Głodkowskiego, 1929
- Portret z wawrzynem na głowie, 1933
- Obraz heroiczny, 1936,
- Siewca, 1936
- Portret pani Hoffmanowej, 1936
- Portret prof. Parnasa, 1936